# Рубен Пинто
Рубен Пинто е португалски футболист, полузащитник на МОЛ Фехервар.

## Клубна кариера
Юноша на Одивелаш Португалия, като е в школата им от 2001 до 2004. Още на 12 години е привлечен в школата на Бенфика Португалия, където е от 2004 до 2011. Играе като дефанзивен халф и полузащитник. През 2011 дебютира за втория състав на Бенфика, като изиграва 59 мача и вкарва 10 гола. През 2015 е даден под наем в Пасош де Ферейра Португалия, като изиграва 16 мача и вкарва 1 гол. През лятото на 2015 преминава в португалския Белененсеш, като изиграва 31 мача с 2 гола. През август 2016 преминава в ЦСКА като преотстъпен под наем до края на сезона, след което е закупен от ЦСКА. Дебютира за армейците на 11 септември 2016 при загубата с 2:0 от Дунав Русе, а първи гол вкарва на 16 декември 2016 при победата с 3:0 над Дунав Русе. Избран за трети капитан на тима.
Играе за всички юношески и младежки формации на португалския национален отбор – има 17 мача и 2 гола до 17 години, 7 мача и 3 гола до 18 години, 26 мача и 6 гола до 19 години, 5 мача до 20 години и 3 мача до 21 години.